# Maesobotrya bipindensis
Espèce
Classification phylogénétique
Maesobotrya bipindensis est une espèce de plantes à fleurs de la famille des Phyllanthaceae. C'est un arbuste originaire du Cameroun.

## Taxonomie
L'épithète spécifique bipindensis fait référence à Bipindi, une localité située au sud du Cameroun.

## Description
C'est un arbuste de 3,5 à 5 m de haut. Les inflorescences apparaissent sur le tronc ou sur les branches.

## Habitat
Il est présent à l’ouest de l’Afrique tropicale.